# Asahi Breweries
Asahi Breweries (アサヒビール株式会社 Asahi Bīru Kabushiki Gaisha; TYO: 2502) es una compañía cervecera y de gaseosas con sede en Tokio, Japón. Domina el 40% del mercado de cerveza japonés.
La compañía desató la fiebre japonesa por la cerveza seca, o Karakuchi, con la Asahi Super Dry en 1987, provocando un vuelco en el mercado japonés y desbancando al anterior segundo fabricante del país, Sapporo Brewery, en ventas y beneficios. Asahi Super Dry es una lager. Es considerada una de las cervezas más importantes de Japón.

## Historia
En 1990 Asahi adquirió una participación del 19,9% en la cervecera australiana, Elders IXL, que luego se convirtió en el Foster's Group.
En 2009 Asahi adquirió la división de bebidas australiana de Cadbury Schweppes.

## Marcas
La marca principal de la empresa es Asahi Super Dry. Otras marcas producidas son:
- Asahi Stout
- Asahi Z: lager seca
- Asahi Gold: lager
- Asahi Black: lager negra
- Asahi Prime Time: lager al estilo pilsener alemán (disponible solo en Japón)

## Asahi Beer Hall

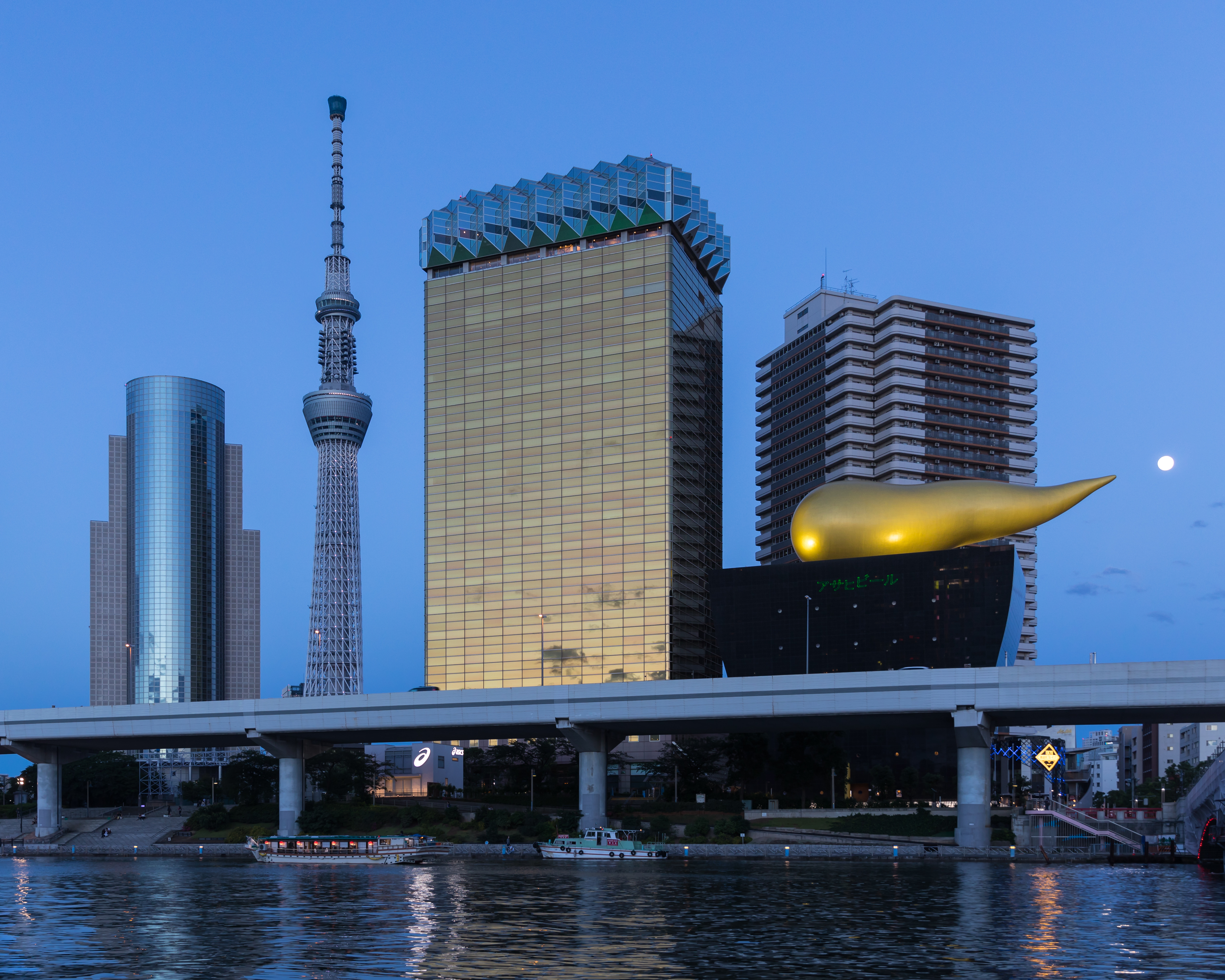
Edificio sede de Asahi también llamado Super Dry Hall o Flamme d'Or diseñado por Philippe Starck (2019)

La sede principal de Asahi en Tokio fue diseñada por el diseñador francés Philippe Starck. El Beer Hall se considera una de las estructuras modernas más reconocibles de Tokio.